# فهرست فرودگاه‌ها بر پایه کد ایکائو: F
فهرست فرودگاه‌ها بر پایه کد فرودگاهی ایکائو: A - B - C - D - E - F - G - H - I - J - K - L - M - N - O - P - Q - R - S - T - U - V - W - X - Y - Z
ببینید: فهرست فرودگاه‌ها بر پایه کد یاتا
نحوهٔ چینش اطلاعات:
- ایکائو؛ (یاتا)؛ نام فرودگاه؛ مکان فرودگاه

فرودگاه‌هایی که کد ایکائو آن‌ها با حرف 'F' آغاز می‌شود، در مرکز آفریقا، جنوب آفریقا و اقیانوس هند واقع شده‌اند.

## FA–آفریقای جنوبی
همچنین رده و فهرست را ببینید.
- FAAB (ALJ)– فرودگاه الکساندر بی– Alexander Bay
- FAAG (AGZ)– فرودگاه اگنیس– اجنیز
- FAAN– Aliwal North Airport– آلیوال شمال
- FABE (BIY)– Bhisho Airport– Bhisho
- FABL (BFN)– فرودگاه بلومفونتن– بلومفونتن
- FABM (BHM)– Bethlehem Airfield– بیت‌لحم
- FABU (UTE)– Bultfontein Airport– Bultfontein
- FACD (CDO)– Cradock Airport– Cradock
- FACN– Carnarvon Airport– Carnarvon
- FACT (CPT)– فرودگاه بین‌المللی کیپتاون– کیپ‌تاون
- FADN– پایگاه نیروی هوایی دربن– دوربان
- FAEL (ELS)– فرودگاه ایست لندن– East London
- FAEM (EMG)– Empangeni Airport– Empangeni
- FAER (ELL)– Ellisras (Mitimba) Airport– Ellisras
- FAFB (FCB)– Ficksburg Airport– Ficksburg
- FAFK– Fisantekraal Airfield– Fisantekraal,Durbanville
- FAGC (GCJ)– فرودگاه گرند سنترال– ژوهانسبورگ
- FAGG (GRJ)– فرودگاه جرج– George
- FAGI (GIY)– Giyani Airport– Giyani
- FAGM (QRA)– فرودگاه راند– ژوهانسبورگ
- FAHL (HLW)– فرودگاه هی‌زولووی– Hluhluwe
- FAHR (HRS)– Harrismith Airport– Harrismith
- FAHS (HDS)– پایگاه نیروی هوایی هودسپرویت– Hoedspruit
- FAJS (JNB)– فرودگاه بین‌المللی اولیور تامبو– ژوهانسبورگ; Starting 26 July 2012, this will be designated FAOR [۱]
- FAKD (KXE)– Klerksdorp Airport– Klerksdorp
- FAKF– Kersefontein Farm– Hopefield
- FAKM (KIM)– فرودگاه کیمبرلی– کیمبرلی (آفریقای جنوبی)
- FAKN (MQP)– فرودگاه بین‌المللی کروگر مپومالانگا– نلسپرویت (پارک ملی کروگر)
- FAKO– Komga– Komga
- FAKP (KOF)– Komatipoort Airport– Komatipoort
- FAKR– Krugersdorp Airport– Krugersdorp
- FAKS– Kroonstad Airport– کرونستاد
- FAKU (KMH)– فرودگاه یوهان پینار– Kuruman
- FAKZ (KLZ)– فرودگاه کلینزی– Kleinsee
- FALA (HLA)– فرودگاه بین‌المللی لانسریا– فرودگاه بین‌المللی لانسریا
- FALC (LMR)– Finsch Mine Airport– Lime Acres
- FALE (DUR)– فرودگاه بین‌المللی کینگ شاکا– دوربان
- FALK– Lusikisiki Airport– Lusikisiki
- FALM (LCD)– پایگاه نیروی هوایی ماخادو– Makhado
- FALW (SDB)– پایگاه نیروی هوایی لانگبانوگ– Langebaan
- FALY (LAY)– فرودگاه لیدیسمیت– Ladysmith
- FAMD (AAM)– Malamala Airport– Malamala
- FAMG (MGH)– فرودگاه مارگیت– Margate
- FAMM (MBD)– فرودگاه مافیکنگ– Mmabatho
- FAMN (LLE)– Malelane Airport– Malelane
- FAMO (MZY)– Mossel Bay Airport– Mossel Bay
- FAMS (MEZ)– Messina Airport–  Messina
- FAMU (MZQ)– Mkuze Airport– Mkuze
- FAMW (MZF)– Mzamba (Wild Coast) Airport– Mzamba
- FANC (NCS)– Newcastle Airport– Newcastle
- FANG (NGL)– Ngala Airfield Airport– Ngala
- FANS (NLP)– Nelspruit Airport– نلسپرویت
- FAOI– Orient Airfield– Magaliesburg
- FAOH (OUH)– Oudtshoorn Airport– Oudtshoorn
- FAOR (JNB)– OR Tambo International airport– Alternative ICAO code for FAJS.
- FAPA (AFD)– Port Alfred Airport– Port Alfred
- FAPE (PLZ)– فرودگاه پورت الیزابت– پورت الیزابت
- FAPG (PBZ)– Plettenberg Bay Airport– Plettenberg Bay
- FAPH (PHW)– فرودگاه هندریک فان اک– Phalaborwa
- FAPJ (JOH)– Port St. Johns Airport– Port St. Johns
- FAPK (PRK)– Prieska Airport– Prieska
- FAPM (PZB)– فرودگاه پیترماریتزبورگ– پیترماریتسبرگ
- FAPN (NTY)– فرودگاه بین‌المللی پیلانسبرگ– Pilanesberg (near Sun City)
- FAPP (PTG)– فرودگاه بین‌المللی پولوک‌وین– پولوکوین
- FAPS (PCF)– Potchefstroom Airport– Potchefstroom
- FAQT (UTW)– Queenstown Airport–  Queenstown
- FARB (RCB)– فرودگاه ریچاردز بی– Richards Bay
- FARG– فرودگاه راستنبرگ– راستنبرگ
- FARS (ROD)– Robertson Airport– Robertson
- FASB (SBU)– Springbok Airport– Springbok
- FASC (ZEC)– Secunda Airport– Secunda
- FASD (SDB)– Vredenburg Airport– Saldanha Bay
- FASE (GSS)– Sabi Sabi
- FASH– Stellenbosch Flying Club– Stellenbosch
- FASS (SIS)– Sishen Airport– Sishen
- FASZ (SZK)– Skukuza Airport– Skukuza
- FATA– Teddarfield Airpark
- FATH (THY)– P.R. Mphephu Airport– Thohoyandou
- FATN (TCU)– Thaba Nchu Airport– Thaba Nchu
- FATP– New Tempe– بلومفونتن
- FATZ (LTA)– Tzaneen Airport– زانین
- FAUL (ULD)– Ulundi Airport– Ulundi
- FAUP (UTN)– فرودگاه اوپینگتون– Upington
- FAUT (UTT)– فرودگاه ک. د. مانتانزیما– Mthatha
- FAVB (VRU)– Vryburg Airport– Vryburg
- FAVG (VIR)– فرودگاه ویرجینیا– دوربان
- FAVR (VRF)– Vredendal Airport– Vredendal
- FAVW– Victoria West Airport- Victoria West
- FAVY (VYD)– Vryheid Airport– Vryheid
- FAWB (PRY)– فرودگاه وندربوم– پرتوریا
- FAWK– پایگاه نیروی هوایی واترکلوف– Tshwane
- FAWM (WEL)– Welkom Airport– Welkom
- FAYP– پایگاه نیروی هوایی یسترپلات– کیپ‌تاون

## FB–بوتسوانا
همچنین رده و فهرست را ببینید.
- FBFT (FRW)– فرودگاه فرانسیس‌تاون– فرانسیستوون، بوتسوانا
- FBGM– Gumare Airport– گومار، بوتسوانا
- FBGZ (GNZ)– Ghanzi Airport– گهانزی، بوتسوانا
- FBJW (JWA)– فرودگاه یواننگ– Jwaneng
- FBKE (BBK)– فرودگاه کاسان– کاسان، بوتسوانا
- FBKG– Kang Airport– Kang
- FBKR (KHW)– Khwai River Airport– Khwai River
- FBKY– Kanye Airport– کانیه، بوتسوانا
- FBLO (LOQ)– Lobatse Airport– لوباتس، بوتسوانا
- FBMM– Makalamabedi Airport– Makalamabedi
- FBMN (MUB)– فرودگاه‌مان– ماون، بوتسوانا
- FBNN– Nokaneng Airport– نوکاننگ، بوتسوانا
- FBNT– Nata Airport– Nata
- FBOR (ORP)– فرودگاه اوراپا– وراپا، بوتسوانا
- FBPY (QPH)– Palapye Airport– پالاپی، بوتسوانا
- FBRK– Rakops Airport– راکوپس، بوتسوانا
- FBSK (GBE)– فرودگاه بین‌المللی سر سرتزه خاما– گابورون
- FBSN (SXN)– فرودگاه سوا پان– Sua Pan
- FBSP (PKW)– فرودگاه سلبی‌فیکو– سلیب فیکوه، بوتسوانا
- FBSR– Serowe Airport– سرووه، بوتسوانا
- FBSV (SVT)– Savuti Airport– Savuti
- FBSW (SWX)– فرودگاه شکو– شاکاو، بوتسوانا
- FBTE– Tshane Airport– Tshane
- FBTL (TLD)– Tuli Lodge Airport– Tuli Lodge
- FBTS (TBY)– Tshabong Airport– تشابونگ، بوتسوانا
- FBXG– Xugana Airport– Xugana

## FC–جمهوری کنگو
همچنین رده و فهرست را ببینید.
- FCBB (BZV)– فرودگاه مایا-مایا– برازاویل
- FCBD (DJM)– Djambala Airport– Djambala
- FCBK (KNJ)– Kindamba Airport– Kindamba
- FCBL (LCO)– Lague Airport– Lague
- FCBM (MUY)– Mouyondzi Airport– Mouyondzi
- FCBS (SIB)– Sibiti Airport– Sibiti
- FCBY (NKY)– Yokangassi Airport– Nkayi
- FCBZ (ANJ)– Zanaga Airport– Zanaga
- FCMM (MSX)– Mossendjo Airport– Mossendjo
- FCOB (BOE)– Boundji Airport– Boundji
- FCOE (EWO)– Ewo Airport– Ewo
- FCOG (GMM)– Gamboma Airport– Gamboma
- FCOI (ION)– Impfondo Airport– Impfondo
- FCOK (KEE)– Kelle Airport– Kelle
- FCOM (MKJ)– Makoua Airport– Makoua
- FCOO (FTX)– فرودگاه اوواندو– Owando
- FCOS (SOE)– Souanke Airport– Souanke
- FCOT (BTB)– Betou Airport– Betou
- FCOU (OUE)– فرودگاه اوئسو– Ouesso
- FCPA (KMK)– Makabana Airport– Makabana
- FCPL (DIS)– Dolisie Airport– Dolisie
- FCPP (PNR)– فرودگاه پوانت نوار– پوینته نویر

## FD–سوازیلند
همچنین رده و فهرست را ببینید.
- FDGD– (see FDNH)
- FDGL– (see FDLV)
- FDHG– Piggs Peak Airfield– Ngonini
- FDKB– (see FDKS)
- FDKS– Kubuta Airfield– Kubuta
- FDLV– Lavumisa Airfield– Lavumisa
- FDMH– Mhlume Airfield– Mhlume
- FDMS (MTS)– فرودگاه ماتساپها– Manzini
- FDNH– Nhlangano Airfield– Nhlangano
- FDNS– Nsoko Airfield– Nsoko
- FDSM– Simunye Airfield– Simunye
- FDST– Siteki Airfield– Siteki
- FDTM– Tambankula Airfield– Tambankula
- FDTS– Tshaneni Airfield– Tshaneni
- FDUB– Ubombo Ranches Airfield– Big Bend

## FE–جمهوری آفریقای مرکزی
همچنین رده و فهرست را ببینید.
- FEFA– فرودگاه آلینداو– الیندائو
- FEFB (OBX)– فرودگاه پست– اوبو
- FEFC (CRF)– فرودگاه کارنوو– Carnot
- FEFE– فرودگاه موبایه امبانگا– Mobaye
- FEFF (BGF)– فرودگاه بین‌المللی بانگوئی ام‌پوکو– بانگوئی
- FEFG (BGU)– فرودگاه بانگاسوو– Bangassou
- FEFI (IRO)– فرودگاه بیراو– Birao
- FEFL (BEM)– فرودگاه بوسمبیلی– Bossembélé
- FEFM (BBY)– فرودگاه بامباری– بامباری
- FEFN (NDL)– فرودگاه ندله– N'Délé
- FEFO (BOP)– فرودگاه بوار– Bouar
- FEFP– فرودگاه پائوا– Paoua
- FEFR (BIV)– فرودگاه بریا– بریا
- FEFS (BSN)– فرودگاه بوسانگوا– Bossangoa
- FEFT (BBT)– فرودگاه بربیراتی– Berbérati
- FEFU– فرودگاه سیبو (مالزی)– سیبوت
- FEFW (ODA)– فرودگاه اوادا– Ouadda
- FEFY (AIG)– فرودگاه یالینگا– Yalinga
- FEFZ (IMO)– فرودگاه زمیو– زمیو
- FEGC– فرودگاه بوکارانگا– Bocaranga
- FEGE (MKI)– فرودگاه م بوکی– اوبو
- FEGF (BTG)– فرودگاه باتانگافو– باتانگافو
- FEGL (GDI)– فرودگاه گردیل– Gordil
- FEGM (BMF)– فرودگاه باکووما– Bakouma
- FEGO (ODJ)– فرودگاه اوئاندا دیالی– Ouanda Djallé
- FEGR (RFA)– فرودگاه رافای– Rafaï
- FEGU (BCF)– فرودگاه بوکا– Bouca
- FEGZ (BOZ)– فرودگاه بوزووم– بوزوم

## FG–گینه استوایی
همچنین رده و فهرست را ببینید.
- FGAB– San Antonio de Palé Airport– San Antonio de Palé
- FGBT (BSG)– فرودگاه باتا– Bata
- FGSL (SSG)– فرودگاه بین‌المللی مالابو– مالابو

## FH–سنت هلنا، اسنشن و تریستان دا کونا
Also see airport category and list.
- FHAW (ASI)– فرودگاه نیروی هوایی سلطنتی جزیره اسنشن ("Wideawake") (Ascension Aux. AF)– Georgetown

## FI–موریس
همچنین رده و فهرست را ببینید.
- FIMP (MRU)– فرودگاه بین‌المللی سر سیوساگور رامگولام– Plaine Magnien
- FIMR (RRG)– فرودگاه گائتان دووال (Plaine Corail Airport)– Rodrigues Island

## FJ–قلمرو بریتانیا در اقیانوس هند
همچنین رده و فهرست را ببینید.
- FJDG (NKW)– دیگو گارسیا– دیگو گارسیا

## FK–کامرون
همچنین رده و فهرست را ببینید.
- FKKB (KBI)– فرودگاه کریبی– Kribi
- FKKC (TKC)– فرودگاه تیکو– Tiko
- FKKD (DLA)– فرودگاه بین‌المللی دوالا– دوالا
- FKKF (MMF)– فرودگاه مامفی– Mamfe
- FKKG (BLC)– Bali Airport– Bali
- FKKH (KLE)– فرودگاه کایلی– Kaélé
- FKKI (OUR)– فرودگاه باتوری– Batouri
- FKKJ (GXX)– فرودگاه یاگوئا– Yagoua
- FKKL (MVR)– فرودگاه سالک– Maroua
- FKKM (FOM)– فرودگاه فاوم‌بن‌کونیا– Foumban
- FKKN (NGE)– فرودگاه نگااوندره– N'Gaoundéré
- FKKO (BTA)– فرودگاه برتوا– Bertoua
- FKKR (GOU)– فرودگاه بین‌المللی گاروا– Garoua
- FKKS (DSC)– فرودگاه دسچانگ– Dschang
- FKKU (BFX)– فرودگاه بافووسام– Bafoussam
- FKKV (BPC)– فرودگاه بامندا– Bamenda
- FKKW (EBW)– فرودگاه ابولووا– Ebolowa
- FKKY (YAO)– فرودگاه یائونده– یائونده
- FKYS (NSI)– فرودگاه بین‌المللی یائونده– یائونده

## FL–زامبیا
همچنین رده و فهرست را ببینید.
- FLBA (MMQ)– Mbala Airport– Mbala
- FLCP (CIP)– فرودگاه چیپاتا– Chipata
- FLKE (ZKP)– Kasompe Airport– Kasompe
- FLKL (KLB)– Kalabo Airport– Kalabo
- FLKO (KMZ)– Kaoma Airport– Kaoma
- FLKS (KAA)– Kasama Airport– Kasama
- FLKW (QKE)– Milliken Airport– Kabwe
- FLLC– Lusaka City Airport– لوساکا
- FLLI (LVI)– فرودگاه لیوینگ استون– Livingstone
- FLLK (LXU)– Lukulu Airport– Lukulu
- FLLS (LUN)– فرودگاه بین‌المللی لوزاکا– لوساکا
- FLMA (MNS)– Mansa Airport– Mansa
- FLMF (MFU)– فرودگاه مفوو– Mfuwe
- FLMG (MNR)– Mongu Airport– Mongu
- FLND (NLA)– فرودگاه اندولا– Ndola
- FLSN (SXG)– Senanga Airport– Senanga
- FLSO (KIW)– Southdowns Airport– Kitwe
- FLSS (SJQ)– Sesheke Airport– Sesheke
- FLSW (SLI)– فرودگاه سولوزی– Solwezi
- FLZB (BBZ)– Zambezi Airport– زامبزی

## FM–مجمع‌الجزایر قمر،مایوت،رئونیون, andماداگاسکار

### Comoros
همچنین رده و فهرست را ببینید.
- FMCH (HAH)– فرودگاه بین‌المللی شاهزاده سعید ابراهیم– مورونی، مجمع‌الجزایر قمر
- FMCI (NWA)– فرودگاه موهلی بندر السلام– Mohéli، مجمع‌الجزایر قمر
- FMCN (YVA)– فرودگاه ایکونی– مورونی، مجمع‌الجزایر قمر
- FMCV (AJN)– فرودگاه اوانی– آنژوان، مجمع‌الجزایر قمر

### Mayotte
همچنین رده و فهرست را ببینید.
- FMCZ (DZA)– فرودگاه بین‌المللی دزااودزی پاماندزی– دزااودزی، مایوت

### Réunion
همچنین رده و فهرست را ببینید.
- FMEE (RUN)– فرودگاه رولاند گرو– سن-دونی، رئونیون، رئونیون
- FMEP (ZSE)– فرودگاه پییرفوندز– سن پیر رئونیون، رئونیون

### Madagascar
همچنین رده و فهرست را ببینید.
- FMMA– Arivonimamo Air Base– آنتاناناریوو، ماداگاسکار
- FMMC (WML)– Malaimbandy Airport– Malaimbandy، ماداگاسکار
- FMME (ATJ)– Antsirabe Airport– Antsirabé، ماداگاسکار
- FMMG (WAQ)– Antsalova Airport– Antsalova، ماداگاسکار
- FMMI (TNR)– فرودگاه ایواتو– آنتاناناریوو، ماداگاسکار
- FMMK (JVA)– فرودگاه آنکاواندرا– Ankavandra، ماداگاسکار
- FMML (BMD)– فرودگاه بلو سور تسیری‌بیهینا– Belo sur Tsiribihina، ماداگاسکار
- FMMN (ZVA)– فرودگاه میاندریوازو– Miandrivazo، ماداگاسکار
- FMMO (MXT)– Maintirano Airport– Maintirano، ماداگاسکار
- FMMQ (ILK)– Ilaka-Est Airport– Ilaka-Est، ماداگاسکار
- FMMR (TVA)– Morafenobe Airport– Morafenobe، ماداگاسکار
- FMMS (SMS)– فرودگاه سینت ماریه– Île Sainte-Marie، ماداگاسکار
- FMMT (TMM)– فرودگاه توئامازینا– تواماسینا، ماداگاسکار
- FMMU (WTA)– Tambohorano Airport– Tambohorano، ماداگاسکار
- FMMV (MOQ)– Morondava Airport– Morondava، ماداگاسکار
- FMMX (WTS)– Tsiroanomandidy Airport– Tsiroanomandidy، ماداگاسکار
- FMMY (VAT)– Vatomandry Airport– وتمندری، ماداگاسکار
- FMMZ (WAM)– Ambatondrazaka Airport– امباتوندرازاک، ماداگاسکار
- FMNA (DIE)– فرودگاه آراچارت– Antsiranana، ماداگاسکار
- FMNC (WMR)– Mananara Nord Airport– Mananara Nord، ماداگاسکار
- FMND (ZWA)– Andapa Airport– انداپا، ماداگاسکار
- FMNF (WBD)– Befandriana Nord Airport– Befandriana Nord، ماداگاسکار
- FMNG (WPB)– فرودگاه پورت برژه–  Port Berge ، ماداگاسکار
- FMNH (ANM)– Antsirabato Airport– Antalaha، ماداگاسکار
- FMNJ (IVA)– Ambanja Airport– امبانجا، ماداگاسکار
- FMNL (HVA)– Analalava Airport– انالالاوا، ماداگاسکار
- FMNM (MJN)– فرودگاه امبوروی– Mahajanga، ماداگاسکار
- FMNN (NOS)– فرودگاه فسن– نوسی به، ماداگاسکار
- FMNO (DWB)– Soalala Airport– Soalala، ماداگاسکار
- FMNQ (BPY)– Besalampy Airport– Besalampy، ماداگاسکار
- FMNR (WMN)– Maroantsetra Airport– Maroantsetra، ماداگاسکار
- FMNS (SVB)– Sambava Sud Airport– Sambava Sud، ماداگاسکار
- FMNT (TTS)– Tsaratanana Airport– Tsaratanana، ماداگاسکار
- FMNV (VOH)– Vohemar Airport– Vohemar، ماداگاسکار
- FMNW (WAI)– Ambalabe Airport– Antsohihy، ماداگاسکار
- FMNZ– Ampampamena Airport– Ampampamena، ماداگاسکار
- FMSB (WBO)– Antsoa Airport– Beroroha، ماداگاسکار
- FMSC (WMD)– Mandabe Airport– Mandabe، ماداگاسکار
- FMSD (FTU)– فرودگاه تولنارو– تلانارو، ماداگاسکار
- FMSF (WFI)– Fianarantsoa Airport– Fianarantsoa، ماداگاسکار
- FMSI (IHO)– Ihosy Airport– Ihosy، ماداگاسکار
- FMSJ (MJA)– فرودگاه مانجا– Manja، ماداگاسکار
- FMSK (WVK)– Manakara Airport– Manakara، ماداگاسکار
- FMSL (OVA)– Bekily Airport– Bekily، ماداگاسکار
- FMSM (MNJ)– Mananjary Airport– Mananjary، ماداگاسکار
- FMSN (TDV)– Tanandava-Samangoky Airport– Tanandava-Samangoky، ماداگاسکار
- FMSR (MXM)– Morombe Airport– Morombe، ماداگاسکار
- FMST (TLE)– Toliara Airport– Toliara، ماداگاسکار
- FMSV (BKU)– Betioky Airport– Betioky، ماداگاسکار
- FMSY (AMP)– Ampanihy Airport– امپانیهی، ماداگاسکار
- FMSZ (WAK)– Ankazoabo Airport– Ankazoabo، ماداگاسکار

## FN–آنگولا
همچنین رده و فهرست را ببینید.
- FNAM (AZZ)– فرودگاه آمبریز– آمبریز، آنگولا
- FNBC (SSY)– فرودگاه مبانزا کانگوو– مبنزاکنگو، آنگولا
- FNBG (BUG)– فرودگاه بنگولا– بنگوئلا، آنگولا
- FNCA (CAB)– فرودگاه کبیندا– Cabinda
- FNCF (CFF)– فرودگاه کافونفو– کافونفو، آنگولا
- FNCH (PGI)– Chitato Airport– Chitato
- FNCT (CBT)– فرودگاه کتومبلا– کتومبلا، آنگولا
- FNCV (CTI)– Cuito Cuanavale Airport– Cuito Cuanavale
- FNCZ (CAV)– فرودگاه کزومبو– Cazombo
- FNDU (DUE)– فرودگاه دوندو– دوندو، آنگولا
- FNGI (VPE/NGV)– فرودگاه اوندیوا پریرا– اندژیوا، آنگولا (Ongiva, Ngiva, N'giva)
- FNHU (NOV)– فرودگاه آلبانوو ماچادو– هوامبو، آنگولا
- FNKU (SVP)– فرودگاه کویتو– کویتو، آنگولا
- FNLK (LBZ)– فرودگاه لوکاپا– لوکپا، آنگولا (Lukapa)
- FNLU (LAD)– فرودگاه کواترو دو فرویرو– لوآندا
- FNMA (MEG)– فرودگاه مالانجه– مالانژه، آنگولا
- FNME (SPP)– فرودگاه منونگ– مننگو، آنگولا
- FNMO (MSZ)– فرودگاه نامیبه– نامیبه، آنگولا
- FNNG (GXG)– فرودگاه نگاگ– نگگه، آنگولا
- FNPA (PBN)– فرودگاه پورتو امبوام– پورتو امبیم، آنگولا
- FNSA (VHC)– فرودگاه سوریمو– سوریمو، آنگولا
- FNSO (SZA)– فرودگاه سویو– سیو، آنگولا
- FNUA (UAL)– فرودگاه لوآو– Luau
- FNUB (SDD)– فرودگاه لوبانگو– لوبنگو، آنگولا
- FNUE (LUO)– فرودگاه لوئه‌نا– Luena
- FNUG (UGO)– فرودگاه ویج– اوییگه، آنگولا
- FNWK (CEO)– Waco Kungo Airport– وکو کونگو، آنگولا
- FNXA (XGN)– فرودگاه شانگونگو– شنگنگو، آنگولا
- FNZE (ARZ)– N'zeto Airport– نزتو، آنگولا
- FNZG (NZA)– فرودگاه نزاگی– نزگی، آنگولا

## FO–گابن
همچنین رده و فهرست را ببینید.
- FOGA (AKE)– فرودگاه اکینی– اکینی
- FOGB (BGB)– Booué Airport– Booué
- FOGE (KDN)– Ndende Airport– Ndende
- FOGF (FOU)– Fougamou Airport– Fougamou
- FOGG (MBC)– Mbigou Airport– Mbigou
- FOGI (MGX)– Moabi Airport– Moabi
- FOGK (KOU)– Mabimbi Airport– Koulamoutou
- FOGM (MJL)– Mouila (City) Airport– Mouila
- FOGO (OYE)– Oyem Airport– Oyem
- FOGQ (OKN)– Okondja Airport– Okondja
- FOGR (LBQ)– Lambaréné Airport– لامبرنی
- FOOB (BMM)– Bitam Airport– Bitam
- FOOD (MFF)– فرودگاه مواندا– Moanda
- FOOE (MKB)– Mékambo Airport– Mékambo
- FOOG (POG)– فرودگاه بین‌المللی پورت-جنتیل– Port-Gentil
- FOOH (OMB)– Hospital Airport– Omboué
- FOOI (IGE)– Tchongorove Airport– Iguela
- FOOK (MKU)– Makokou Airport– Makokou
- FOOL (LBV)– فرودگاه بین‌المللی لیبرویله– لیبرویل
- FOOM (MZC)– Mitzic Airport– Mitzic
- FOON (MVB)– فرودگاه بین‌المللی مونگیو الحاج عمر بنگو اوندیمبا– فرانسویل
- FOOR (LTL)– Lastourville Airport– Lastourville
- FOOS (ZKM)– Sette Cama Airport– Sette Cama
- FOOT (TCH)– Tchibanga Airport– Tchibanga
- FOOY (MYB)– Mayumba Airport– مایومبا، گابن

## FP–سائوتومه و پرینسیپ
همچنین رده و فهرست را ببینید.
- FPPA (PGP)– فرودگاه پورتو الگره– سائوتومه
- FPPR (PCP)– فرودگاه پرینسیپ– Príncipe
- FPST (TMS)– فرودگاه بین‌المللی سائوتومه (Salazar Airport)– سائوتومه

## FQ–موزامبیک
همچنین رده و فهرست را ببینید.
- FQAG (ANO)– فرودگاه آنگوچ– Angoche
- FQBR (BEW)– فرودگاه بیرا– Beira
- FQCB (FXO)– فرودگاه کوامبا– Cuamba
- FQCH (VPY)– Chimoio Airport– Chimoio
- FQIN (INH)– فرودگاه اینهامبانه– اینهامبانه
- FQLC (VXC)– Lichinga Airport– Lichinga
- FQLU (LFB)– Lumbo Airport– Lumbo
- FQMA (MPM)– فرودگاه بین‌المللی ماپوتو– ماپوتو
- FQMD (MUD)– Mueda Airport– Mueda
- FQMP (MZB)– فرودگاه موچیمبوا دا پرایا– Moçimboa da Praia
- FQNC (MNC)– فرودگاه ناکالا– Nacala
- FQNP (APL)– فرودگاه ناموپلا– نامپولا
- FQPB (POL)– فرودگاه پمبا، موزامبیک– Pemba
- FQQL (UEL)– فرودگاه کوئلیمین– Quelimane
- FQTT (TET)– فرودگاه چینگوزی– Tete
- FQUG– Ulongwe Airport– Ulongwe
- FQVL (VNX)– فرودگاه ویلنکولو– Vilankulo

## FS–سیشل
همچنین رده و فهرست را ببینید.
- FSAL– فرودگاه الفونس– Alphonse Island
- FSAS– فرودگاه جزیره اسامپشن– Assumption Island
- FSDA– D'Arros Airport– D'Arros Island
- FSDR (DES)– فرودگاه دسروچس– Desroches Island (Île Desroches)
- FSFA– فرودگاه فارکوار– Farquhar Islands
- FSIA (SEZ)– فرودگاه بین‌المللی سیشل– Mahé Island
- FSMA– Marie Louise Airport– Marie Louise Island
- FSPL– Platte Airport– Platte Island (Île Platte)
- FSPP (PRI)– فرودگاه پراسلین آیلند– Praslin Island
- FSSA– Astove Island Airport– Astove Island
- FSSB (BDI)– فرودگاه جزیره برد– Bird Island
- FSSC– فرودگاه کواتیوی– Coëtivy Island
- FSSD (DEI)– فرودگاه دنیس آیلند– Denis Island
- FSSF (FRK)– فرودگاه جزیره فرگات– Frégate Island
- FSSR– Remire Airport– Remire Island (Eagle Island)

## FT–چاد
همچنین رده و فهرست را ببینید.
- FTTA (SRH)– فرودگاه سره– Sarh
- FTTB (OGR)– فرودگاه بونگور– Bongor
- FTTC (AEH)– فرودگاه ابچه– ابشی
- FTTD (MQQ)– فرودگاه مووندوو– موندو
- FTTE– فرودگاه بیلتین– Biltine
- FTTF– فرودگاه فادا– Fada
- FTTG– فرودگاه گز بیدا– Goz Beïda
- FTTH (LTC)– فرودگاه لای– Laï
- FTTI (ATV)– فرودگاه اتی– Ati
- FTTJ (NDJ)– فرودگاه بین‌المللی انجامنا– انجامنا
- FTTK (BKR)– فرودگاه بوکورو– Bokoro
- FTTL (OTC)– فرودگاه بول (چاد)– Bol
- FTTM (MVO)– فرودگاه مانگو– Mongo
- FTTN (AMC)– فرودگاه‌ام تیمان– ام تیمان
- FTTP (PLF)– فرودگاه پالا– Pala
- FTTR– فرودگاه زئوار– Zouar
- FTTS (OUT)– فرودگاه بووسو– Bousso
- FTTU (AMO)– فرودگاه ماو– Mao
- FTTY (FYT)– فرودگاه فایا لارگی– Faya-Largeau
- FTTZ– فرودگاه زوگرا– Bardaï

## FV–زیمبابوه
همچنین رده و فهرست را ببینید.
- FVBU (BUQ)– فرودگاه بین‌المللی جاشوا مکابوکو انکومو– بولاوایو
- FVCH (CHJ)– Chipinge Airport– Chipinge
- FVCP – فرودگاه پرنس چارلز– هراره
- FVCZ (BFO)– Buffalo Range Airport– Chiredzi
- FVFA (VFA)– فرودگاه آبشار ویکتوریا– آبشار ویکتوریا
- FVGR – Grand Reef Airport– Mutare
- FVHA (HRE)– فرودگاه بین‌المللی حراره– هراره
- FVKB (KAB)– Kariba Airport– Kariba
- FVMT – Mutoko Airport– Mutoko
- FVMU (UTA)– Mutare Airport– Mutare
- FVMV (MVZ)– فرودگاه مازوینگوو– Masvingo
- FVOT – Kotwa Airport، Kotwa
- FVSH – Zvishavane Airport– Zvishavane
- FVTL (GWE)– Gweru-Thornhill Air Base– Gweru
- FVWN (HWN)– فرودگاه پارک ملی هوانگ– Hwange (Hwange National Park)
- FVWT (WKI)– Hwange Town Airport– Hwange Town

## FW–مالاوی
همچنین رده و فهرست را ببینید.
- FWCD (CEH)– Chelinda Airport– Chelinda
- FWCL (BLZ)– فرودگاه بین‌المللی چیلکا– Blantyre
- FWCM (CMK)– Club Makokola Airport– Club Makokola
- FWCS– Ntchisi Airport– نتچیسی
- FWCT– Chitipa Airport– چیتیپا
- FWDW (DWA)– Dwanga Airport– Dwanga
- FWKA (KGJ)– فرودگاه کارونگا– کارونگا
- FWKB– Katumbi Airport– Katumbi
- FWKG (KBQ)– فرودگاه کاسونگو– کاسونگو
- FWKI (LLW)– فرودگاه بین‌المللی لینونگوئه (Kamuzu Int'l)– لیلونگوه
- FWLK (LIX)– Likoma Airport– Likoma
- FWLP– Lifupa Airport– کاسونگو
- FWMC– Mchinji Airport– مچینجی
- FWMG (MAI)– Mangochi Airport– مانگوچی
- FWMY (MYZ)– Monkey Bay Airport– مونکی بای
- FWSJ– Nsanje Airport– نسانجه
- FWSM (LMB)– Salima Airport– Salima
- FWSU– Sucoma Airport– Nchalo
- FWUU (ZZU)– فرودگاه مزوزو– مزوزو
- FWZA– فرودگاه زومبا– Zomba

## FX–لسوتو
همچنین رده و فهرست را ببینید.
- FXLK (LEF)– Lebakeng Airport– Lebakeng
- FXLR (LRB)– Leribe Airport– Leribe
- FXLS (LES)– Lesobeng Airport– Lesobeng
- FXMA (MSG)– Matsaile Airport– Matsaile
- FXMF (MFC)– Mafeteng Airport– Mafeteng
- FXMK (MKH)– Mokhotlong Airport– Mokhotlong
- FXMM (MSU)– فرودگاه بین‌المللی موشویشوی آی– ماسرو
- FXMU– فرودگاه میامتالانا– ماسرو
- FXNK (NKU)– Nkaus Airport– Nkaus
- FXPG (PEL)– Pelaneng Airport– Pelaneng
- FXQG (UTG)– Quthing Airport– Quthing
- FXQN (UNE)– Qachas' Nek Airport– Qachas' Nek
- FXSK (SKQ)– Sekake Airport– Sekake
- FXSM (SOK)– فرودگاه سمنکنگ– Semonkong
- FXTA (THB)– Thaba Tseka Airport– Thaba Tseka
- FXTK (TKO)– Tlokoeng Airport– Tlokoeng

## FY–نامیبیا
همچنین رده و فهرست را ببینید.
- FYAR (ADI)– فرودگاه آرندیز– Arandis
- FYGF (GFY)– فرودگاه گروت فونتین– Grootfontein
- FYHI (HAL)– Halali Airport– پارک ملی اتوشا
- FYHH– Helmeringhausen Airstrip– Helmeringhausen
- FYKB (KAS)– Karasburg Airport– Karasburg
- FYKT (KMP)– فرودگاه کیتمانشوپ– Keetmanshoop
- FYLZ (LUD)– فرودگاه لودریز– Lüderitz
- FYMO (OKU)– Mokuti Lodge Airport– Mokuti Lodge
- FYMP (MPA)– فرودگاه کاتیما مولیلو– Mpacha
- FYNA (NNI)– Namutoni Airport– Namutoni
- FYNP– Nepara Airfield– Nkurenkuru
- FYOA (OND)– فرودگاه اوندانگوا– Ondangwa
- FYOE (OMG)– Omega Airport– Omega
- FYOG (OMD)– فرودگاه اورانجموند– Oranjemund
- FYOH– Okahao Airport– Okahao
- FYOO (OKF)– Okaukuejo Airport– Okaukuejo
- FYOP (OPW)– Opuwa Airport– Opuwa
- FYOS (OHI)– Oshakati Airport– Oshakati
- FYRU (NDU)– فرودگاه راندا– Rundu
- FYSM (SWP)– فرودگاه سواکوپاند– Swakopmund
- FYTM (TSB)– فرودگاه سومب– Tsumeb
- FYWB (WVB)– فرودگاه ولویس بی– Walvis Bay
- FYWE (ERS)– فرودگاه اروس– ویندهوک
- FYWH (WDH)– فرودگاه بین‌المللی ویندهوک هوسیا کوتاکو– ویندهوک

## FZ–جمهوری دموکراتیک کنگو
همچنین رده و فهرست را ببینید.
- FZAA (FIH)– فرودگاه ان دیلی– کینشاسا
- FZAB (NLO)– فرودگاه ان دولو– کینشاسا
- FZAJ (BOA)– فرودگاه بوما– Boma
- FZAL (LZI)– Luozi Airport– Luozi
- FZAM (MAT)– Tshimpi Airport– ماتادی
- FZAR (NKL)– Nkolo-Fuma Airport– Nkolo-Fuma
- FZBA (INO)– فرودگاه اینونگو– Inongo
- FZBI (NIO)– فرودگاه نیوکی– Nioki
- FZBO (FDU)– فرودگاه باندوندو– Bandundu
- FZBT (KRZ)– فرودگاه باسانگو مبولیاسا– Kiri
- FZCA (KKW)– فرودگاه کیک‌ویت– Kikwit
- FZCB (IDF)– فرودگاه ایدیوفا– Idiofa
- FZCE (LUS)– Lusanga Airport– Lusanga
- FZCV (MSM)– Masi-Manimba Airport– ماسی-مانیمبا
- FZDO (MNB)– فرودگاه مواندا– Moanda
- FZEA (MDK)– فرودگاه بانداکا– Mbandaka
- FZEN (BSU)– فرودگاه باسانکوسو– Basankusu
- FZFA (LIE)– Libenge Airport– Libenge
- FZFD (BDT)– فرودگاه گبادولایت– Gbadolite
- FZFK (GMA)– فرودگاه گمنا– Gemena
- FZFU (BMB)– Bumba Airport– Bumba
- FZGA (LIQ)– فرودگاه لیزالا– Lisala
- FZGN (BNB)– Boende Airport– Boende
- FZGV (IKL)– Ikela Airport– Ikela
- FZIC (FKI)– فرودگاه بین‌المللی بانگوکا– کیسانگانی
- FZIR (YAN)– فرودگاه یانگامبی– Yangambi
- FZJH (IRP)– فرودگاه ماتاری– Isiro
- FZKA (BUX)– فرودگاه بونیا– Bunia
- FZKJ (BZU)– فرودگاه بوتا زگا– Buta Zega
- FZMA (BKY)– فرودگاه کاوومو– Bukavu
- FZNA (GOM)– فرودگاه بین‌المللی گما– گوما
- FZNP (BNC)– Beni Airport– Beni
- FZOA (KND)– فرودگاه کیندو– کیندو
- FZOD (KLY)– Kalima Airport– Kalima
- FZOP (PUN)– Punia Airport– Punia
- FZQA (FBM)– فرودگاه بین‌المللی لوبوم‌باشی– لوبومباشی
- FZQC (PWO)– فرودگاه پوتو– Pweto
- FZQG (KEC)– Kasenga Airport– Kasenga
- FZQM (KWZ)– فرودگاه کولوزی– Kolwezi
- FZRA (MNO)– Manono Airport– Manono
- FZRB (BDV)– Moba Airport– Moba
- FZRF (FMI)– فرودگاه کلیمی– Kalemie
- FZRM (KBO)– Kabalo Airport– Kabalo
- FZRQ (KOO)– Kongolo Airport– Kongolo
- FZSA (KMN)– Base Airport– Kamina
- FZSB– فرودگاه کامینا– Kamina
- FZSK (KAP)– Kapanga Airport– Kapanga
- FZTK (KNM)– Kaniama Airport– Kaniama
- FZUA (KGA)– فرودگاه کنانگا– کانانگا
- FZUF (KGN)– Kasonga Airport– Kasonga
- FZUG (LZA)– Luisa Airport– Luisa
- FZUH (MMW)– فرودگاه موما– Moma
- FZUK (TSH)– فرودگاه تشیکپا– Tshikapa
- FZVA (LJA)– Lodja Airport– Lodja
- FZVI (LBO)– Lusambo Airport– Lusambo
- FZVM (MEW)– Mweka Airport– Mweka
- FZVR (BAN)– Basongo Airport– Basongo
- FZWA (MJM)– فرودگاه بویی مایی– مبوجی-مایی
- FZWC (GDJ)– Gandajika Airport– Gandajika